# Skateskor
Skateskor är en typ av sportsko som är något bredare än de andra skomodellerna, skorna har mer vaddering på insidan och har oftast dämpning under hälen. De är breda för att man lättare ska landa rätt och stadigt när man utför olika trick och hopp på sin skateboard. Dämpningen och vadderingen är där av samma anledning.